# Zhongxing Xincun
Zhongxing Xincun (chiń. 中興新村; pinyin Zhōngxìng Xīncūn; pe̍h-ōe-jī Tiong-heng-sin-chhoan) – część miasta Nantou na Tajwanie. Siedziba rządu prowincji Tajwan od 1956 roku (po przeniesieniu z Tajpej).
Leży na żyznej równinie, u podnóży Gór Tajwańskich. W pobliżu znajdują się uprawy ryżu, trzciny cukrowej, słodkich ziemniaków i ananasów.